# 篠原まこと
篠原 まこと（しのはら まこと、1980年4月30日 - ）は、日本の元AV女優。

## 略歴
2000年にアリスJAPAN専属女優として『Muse』でAVデビュー。
2001年いっぱいで引退した模様。

## 作品

### アダルトビデオ（撮りおろし作品）
- Muse　（2000年7月28日（レンタル）／2000年11月24日（セル）、アリスJAPAN）
- ためらいのエモーション　（2000年8月29日、アリスJAPAN）
- ドキドキVacation　（2000年9月29日、アリスJAPAN）
- 制服人形　（2000年10月20日、アリスJAPAN）
- もっとそばに来て…　（2000年11月8日、SOPHY）
- 美顔隷嬢　（2000年11月17日、アリスJAPAN）
- 恋人の時間　（2000年12月15日、サマンサ）
- 極限女優　（2001年3月24日、プリンセス）
- 口全痴女　（2001年4月21日、プリンセス）
- 待つわ… Close to me　（2001年5月26日、ビッグモーカル）
- 制服天使 4　（2001年5月29日、SOPHY）
- Chara Change! 篠原まことのキャラ変えてみました　（2001年6月1日（VHS）／2002年3月15日（DVD）、MOODYZ）
- 働く女 ななつのすけべなおしごと　（2001年7月1日（VHS）／2002年7月1日（DVD）、MOODYZ）
- アイドルを濡らせ!　（2001年7月9日、笠倉出版社）
- 晴れ時々猥褻　（2001年7月27日、メディアバンク）
- 告白 三年間想い続けた君へ　（2001年8月1日（VHS）／ 2002年5月15日（DVD）、MOODYZ）
- 女教師 私が教えてア・ゲ・ル　（2001年8月15日、ネクストイレブン）
- MOODYZ 青春白書　（2001年9月1日、MOODYZ）共演:深田美穂
- 最高のオナニーのために　（2001年10月1日、MOODYZ）
- 徹底攻略　（2001年12月5日、ワンズファクトリー）
- 「痴」女優 DX 2　（2001年12月7日、ワープエンタテインメント）…共演：池乃内るり、仲西さやか
- LESSON　（2001年12月14日、GLAY'z）

## 出演

### テレビドラマ
- 土曜ワイド劇場 混浴露天風呂連続殺人 20　（2000年12月16日、テレビ朝日）

### オリジナルビデオ
- 白いレオタード 新体操の女　（2001年7月21日、ミュージアム）

## 書籍

### 写真集
- MUSE 〜女神　（2000年9月6日、双葉社、撮影：高橋生建）